# Бији (Лоар и Шер)
Бији (фр. Billy) насеље је и општина у централној Француској у региону Центар (регион), у департману Лоар и Шер која припада префектури Роморантен Лантне.
По подацима из 2011. године у општини је живело 953 становника, а густина насељености је износила 36,0 становника/km². Општина се простире на површини од 26,47 km². Налази се на средњој надморској висини од 90 метара (максималној 107 m, а минималној 69 m).

## Демографија
| 1962. | 1968. | 1975. | 1982. | 1990. | 1999. | 2011. |
| ----- | ----- | ----- | ----- | ----- | ----- | ----- |
| 742   | 798   | 808   | 767   | 804   | 800   | 953   |

График промене броја становника у току последњих година